# John Denver
John Denver, pseudoniem van Henry John Deutschendorf (Roswell, 31 december 1943 – Monterey Bay, 12 oktober 1997), was een Amerikaanse countryzanger, songwriter, musicus en (enkele keren) acteur.

## Biografie

### Zanger
Denver woonde het grootste deel van zijn leven in Aspen. In de jaren zestig begon zijn zangcarrière bij The Mitchell Trio, een folkgroep die zich vooral richtte op politieke en sociale satire. Na een wijziging in de samenstelling ging de groep nog korte tijd door het leven als Denver, Boise & Johnson. Denver trouwde in 1967 met Anne Martell die hem inspireerde tot het lied Annie's Song (1974). Het huwelijk eindigde in 1982. In 1969 begon Denver zijn solocarrière. Zijn nummer Leaving on a Jet Plane werd een nummer 1-hit voor Peter, Paul and Mary. Enkele jaren later volgde Denvers eigen doorbraak, eerst met Take me home, country roads (1971), en een jaar later met Rocky Mountain High.
In 1985 verscheen Denver op een hoorzitting van de Amerikaanse Senaat, die werd gehouden op aandringen van het Parents Music Resource Center (PMRC). Deze actiegroep, mede opgericht door Tipper Gore, wilde met wetgeving de vermeende verderfelijke invloed van popmuziek op Amerikaanse jongeren terugdringen. Evenals Dee Snider en Frank Zappa verklaarde Denver zich tegen deze plannen.
In 1994 schreef hij zijn autobiografie, getiteld Take me Home.
"Take me Home" is in 2014 staatslied geworden van West Virginia.

### Acteur
Als acteur speelde Denver onder meer in de film Oh, God! uit 1977 met George Burns. Andere films waarin hij speelde zijn Foxfire met Jessica Tandy en Hume Cronyn, The Leftovers, The Christmas Gift, Higher Ground en Walking Thunder.
Na een gastoptreden in de Muppet Show speelde hij tweemaal met de Muppets in een speciale televisieshow: John Denver and the Muppets: A Christmas Together (1979) en John Denver and the Muppets: Rocky Mountain Holiday (1982). In 1987 nam hij in Salzburg (Oostenrijk) een kerstspecial op met Julie Andrews en Plácido Domingo, een speciaal muziekproject waarbij hij bekende klassieke muziek zong, vaak in duet met Placido of Andrews.

### Overlijden
In 1997 kwam Denver op 53-jarige leeftijd om het leven, toen het vliegtuig dat hij bestuurde, een Rutan Long-EZ die hij kort daarvoor had gekocht, neerstortte voor de kust van Monterey (Californië). Vermoedelijk was zijn gebrek aan ervaring in het besturen van het toestel de oorzaak van het ongeval. Zijn as werd uitgestrooid over de Rocky Mountains in Colorado.
In 2014 kreeg Denver postuum een ster op de Hollywood Walk of Fame.

## Goede doelen
Denver zette zich gedurende zijn leven veelvuldig in voor het goede doel. Hij bezocht enkele malen Afrika om bij te dragen aan het bestrijden van de hongersnood. Daarnaast werkte hij voor natuurbeschermingsorganisaties, onder meer in Alaska.

## Hitnoteringen

### Singles
| Single met eventuele hitnotering(en) in de Nederlandse Top 40 | Datum van verschijnen | Datum van binnenkomst | Hoogste positie | Aantal weken | Opmerkingen                       |
| ------------------------------------------------------------- | --------------------- | --------------------- | --------------- | ------------ | --------------------------------- |
| Take Me Home, Country Roads                                   | 21-08-1971            |                       | tip6            |              | met Fat City                      |
| I'd Rather Be a Cowboy                                        | 01-09-1973            |                       | tip12           |              |                                   |
| Back Home Again                                               | 16-11-1974            |                       | tip18           |              |                                   |
| Thank God I'm a Country Boy                                   |                       | 26-07-1975            | 30              | 4            |                                   |
| Calypso                                                       |                       | 22-11-1975            | 2               | 11           |                                   |
| Annie's Song                                                  |                       | 28-02-1976            | 10              | 7            |                                   |
| Perhaps Love                                                  |                       | 26-12-1981            | 23              | 5            | met Plácido Domingo / Alarmschijf |
| Perhaps Love (Liefde Is...)                                   |                       | 21-12-1996            |                 | tip13        | met Justine Pelmelay              |

### NPO Radio 2 Top 2000
| Nummers met noteringen in de NPO Radio 2 Top 2000 | '99  | '00 | '01  | '02  | '03  | '04  | '05  | '06  | '07  | '08  | '09  | '10  | '11  | '12  | '13  | '14  | '15  | '16  | '17  | '18  | '19  | '20  | '21  | '22  | '23  | '24  |
| ------------------------------------------------- | ---- | --- | ---- | ---- | ---- | ---- | ---- | ---- | ---- | ---- | ---- | ---- | ---- | ---- | ---- | ---- | ---- | ---- | ---- | ---- | ---- | ---- | ---- | ---- | ---- | ---- |
| Annie's Song                                      | 574  | 400 | 637  | 654  | 647  | 648  | 538  | 566  | 582  | 575  | 652  | 644  | 597  | 488  | 504  | 726  | 646  | 510  | 522  | 525  | 467  | 460  | 415  | 450  | 443  | 461  |
| Calypso                                           | 515  | 461 | 823  | 758  | 679  | 810  | 699  | 676  | 640  | 657  | 805  | 766  | 826  | 812  | 1033 | 1192 | 1220 | 1167 | 1263 | 1217 | 1106 | 1146 | 1139 | 1239 | 1265 | 1304 |
| Leaving on a Jet Plane                            | 737  | -   | 800  | 877  | 737  | 599  | 540  | 556  | 407  | 534  | 467  | 447  | 447  | 513  | 526  | 692  | 619  | 487  | 558  | 633  | 543  | 468  | 511  | 607  | 582  | 749  |
| Perhaps Love (met Plácido Domingo)                | 543  | 490 | 940  | 774  | 594  | 672  | 703  | 768  | 848  | 713  | 726  | 732  | 808  | 852  | 969  | 1010 | 1124 | 1120 | 1421 | 1326 | 1208 | 1193 | 1174 | 1216 | 971  | 1033 |
| Take Me Home, Country Roads                       | 187  | 357 | 115  | 418  | 449  | 489  | 360  | 457  | 441  | 408  | 599  | 501  | 547  | 622  | 591  | 641  | 572  | 541  | 500  | 192  | 237  | 265  | 294  | 377  | 362  | 393  |
| Thank God I'm a Country Boy                       | 2000 | 737 | 1226 | 1262 | 1179 | 1303 | 1031 | 1174 | 1185 | 1161 | 1466 | 1512 | 1479 | 1675 | 1657 | 1704 | 1530 | 1460 | 1879 | 1499 | 1234 | 1479 | 1537 | 1557 | 1663 | 1961 |

1. ↑  Een '-' betekent dat het nummer niet was genoteerd en een vetgedrukt getal geeft de hoogste notering van een nummer aan.

### Evergreen Top 1000
| Evergreen Top 1000 "Leaving On A Jetplane" | Evergreen Top 1000 "Leaving On A Jetplane" | Evergreen Top 1000 "Leaving On A Jetplane" | Evergreen Top 1000 "Leaving On A Jetplane" | Evergreen Top 1000 "Leaving On A Jetplane" | Evergreen Top 1000 "Leaving On A Jetplane" | Evergreen Top 1000 "Leaving On A Jetplane" | Evergreen Top 1000 "Leaving On A Jetplane" | Evergreen Top 1000 "Leaving On A Jetplane" | Evergreen Top 1000 "Leaving On A Jetplane" | Evergreen Top 1000 "Leaving On A Jetplane" | Evergreen Top 1000 "Leaving On A Jetplane" | Evergreen Top 1000 "Leaving On A Jetplane" | Evergreen Top 1000 "Leaving On A Jetplane" | Evergreen Top 1000 "Leaving On A Jetplane" | Evergreen Top 1000 "Leaving On A Jetplane" |
| Jaar                                       | 2008                                       | 2009                                       | 2010                                       | 2011                                       | 2012                                       | 2013                                       | 2014                                       | 2015                                       | 2016                                       | 2017                                       | 2018                                       | 2019                                       | 2020                                       | 2021                                       | 2022                                       |
| ------------------------------------------ | ------------------------------------------ | ------------------------------------------ | ------------------------------------------ | ------------------------------------------ | ------------------------------------------ | ------------------------------------------ | ------------------------------------------ | ------------------------------------------ | ------------------------------------------ | ------------------------------------------ | ------------------------------------------ | ------------------------------------------ | ------------------------------------------ | ------------------------------------------ | ------------------------------------------ |
| Positie                                    | 953                                        | 226                                        | 624                                        | 617                                        | 695                                        | 182                                        | 147                                        | 199                                        | 228                                        | 350                                        | 386                                        | 191                                        | 248                                        | 228                                        | 168                                        |

### Dvd's
| Dvd's met hitnoteringen in de Nederlandse Music Top 30 | Datum van verschijnen | Datum van binnenkomst | Hoogste positie | Aantal weken | Opmerkingen |
| ------------------------------------------------------ | --------------------- | --------------------- | --------------- | ------------ | ----------- |
| Around the world live                                  | 2009                  | 24-10-2009            | 14              | 4            |             |